# Receptory histaminowe

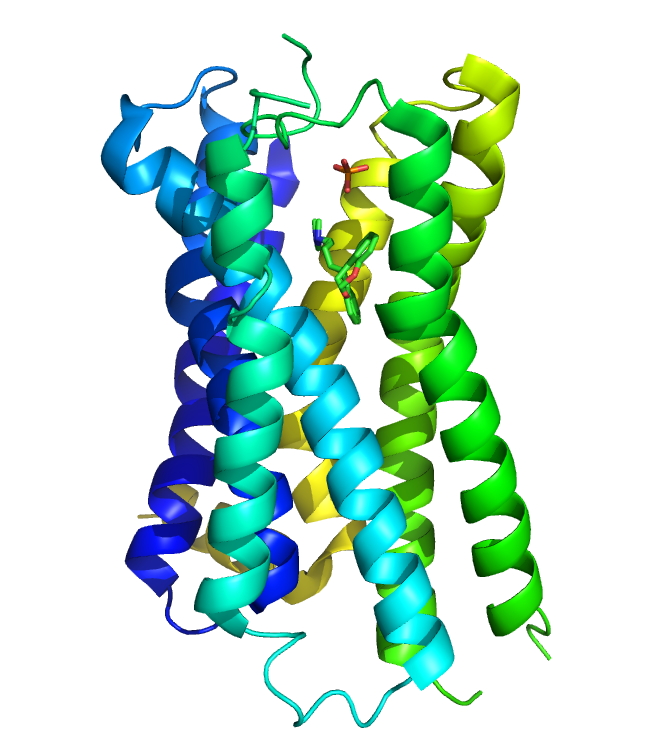
Receptor H_{1} i doksepina

Receptory histaminowe – grupa receptorów, w których rolę neuroprzekaźnika pełni histamina. Receptory histaminowe są receptorami postsynaptycznymi i należą do grupy receptorów błonowych sprzężonych z białkiem G (metabotropowych). Wyróżnia się receptory typu: H1, H2, H3 i H4.
Następstwa pobudzenia receptora H1 to:
- zwiększone stężenie cGMP,
- skurcz mięśni gładkich,
- zwiększona przepuszczalność naczyń (obrzęk),
- świąd,
- zwiększona synteza prostaglandyn.